# Эспозито, Джо (певец)
Джо Эспозито (англ. Joe Esposito; род. 5 мая 1948, Бруклин, Нью-Йорк, США) — американский певец и автор песен, активен с 1970-х годов. Его песни входили в саундтреки к таким фильмам, как «Американский горячий воск», «Остаться в живых», «Лицо со шрамом», «Парень-каратист» и «Поездка в Америку». Его композиции исполнялись такими известными артистами, как Донна Саммер, Арета Франклин, Патти ЛаБелль и Стивен Стиллз.

## Биография
Джо Эспозито родился в Бруклине, Нью-Йорк.
Эспозито был участником группы Brooklyn Dreams, известной благодаря сотрудничеству с Донной Саммер над хитом «Heaven Knows». Он также сотрудничал с продюсером Джорджо Мородером и выпустил свой первый сольный альбом в 1982 году. В его репертуаре также есть песни, входящие в саундтреки таких фильмов, как «Танец-вспышка» и «Парень-каратист». Джо выступал с различными группами и исполнителями, и сейчас является солистом группы Brooklyn Bridge.

## Личная жизнь
Его сын Майк Эспозито играл за команду «Колорадо Рокиз» в 2005 году. Он женат на Линде Эспозито и живёт в Лас-Вегасе. У них четверо детей.